# Milton Francisco Guerra Calderón
Milton Francisco Guerra Calderón (Izabal, 29 de octubre de 1974–Jutiapa, 26 de agosto de 2023) es un empresario, ganadero y político guatemalteco que ejerció como diputado del Congreso de Guatemala por el departamento de Jalapa en la VIII Legislatura.